# دوايت هنري
دوايت هنري (بالإنجليزية: Dwight Henry)‏ هو ممثل أمريكي، ولد في 1962.

## أعمال

### أفلام
- (2012) وحوش البرية الجنوبية[4][5]
- (2013) 12 سنة من العبودية[6][7]
- (2016) ولادة أمة

## وصلات خارجية
- دوايت هنري على موقع IMDb (الإنجليزية)
- دوايت هنري على موقع ألو سيني (الفرنسية)
- دوايت هنري على موقع أول موفي (الإنجليزية)
- دوايت هنري على موقع قاعدة بيانات الأفلام السويدية (السويدية)
- دوايت هنري على موقع قاعدة بيانات الفيلم (الإنجليزية)
- دوايت هنري على موقع كينوبويسك (الروسية)